# Dugesia vestibularis
Dugesia vestibularis és una espècie de triclàdide dugèsid que habita l'Iran. Els espècimens preservats mesuren més de 7,8 mm de longitud i 1,9 mm d'amplada.